# Meadowdale (Washington)
Meadowdale es un lugar designado por el censo ubicado en el condado de Snohomish en el estado estadounidense de Washington. En el año 2010 tenía una población de 2.826 habitantes.

## Geografía
Meadowdale se encuentra ubicado en las coordenadas 47°51′30″N 122°18′58″O / 47.85833, -122.31611.